# Comuna Silkeborg
Silkeborg (Silkeborg Kommune) este o comună din regiunea Midtjylland, Danemarca, cu o suprafață totală de 857,16 km².